# Magnus Chase e gli Dei di Asgard
Magnus Chase e gli Dei di Asgard è una trilogia letteraria basata sulla mitologia norrena, ambientata in epoca moderna, scritta da Rick Riordan.
Il protagonista è un senzatetto sedicenne di nome Magnus Chase che, dopo aver scoperto di essere il figlio di un dio norreno, cerca di ritardare il più possibile la venuta del Ragnarǫk con l'aiuto dei suoi amici. La serie si svolge nello stesso universo narrativo di altre opere dell'autore: Percy Jackson e gli dei dell'Olimpo, "Gli Eroi dell'Olimpo", "Le Sfide di Apollo", The Kane Chronicles.

## Storia editoriale
Rick Riordan ha annunciato una nuova serie sulla mitologia norrena intitolata Magnus Chase e gli Dei di Asgard il 23 settembre 2014. Il titolo del primo libro è stato rivelato il 7 ottobre dello stesso anno. Il 28 settembre 2015, è stata pubblicata un'anteprima di cinque capitoli. Poco dopo, il libro è apparso su Amazon.

## Volumi della serie
- La spada del guerriero (The Sword of Summer) uscito negli Stati Uniti il 6 ottobre 2015 e in Italia il 17 novembre 2015.
- Il martello di Thor, (The Hammer of Thor), uscito negli Stati Uniti il 4 ottobre 2016[4] e in Italia il 29 novembre 2016.
- La nave degli scomparsi (The Ship of Dead) uscito negli Stati Uniti il 3 ottobre 2017 e in Italia il 5 dicembre 2017.
- Il libro segreto, una sorta di guida alla mitologia norrena.

## Personaggi
I protagonisti della saga sono eroi morti in battaglia, di cui molti sono semidei generati dagli dei norreni con gli umani. A differenza delle loro controparti greco-romane non sembrano avere un campo di addestramento e non soffrono di dislessia o disturbi dell'attenzione.
Magnus Chase: È il protagonista ed è un senzatetto, almeno finché non muore e ascende al Valhalla. È figlio del dio norreno Freyr.